# 1996年アトランタオリンピックのベルギー選手団
1996年アトランタオリンピックのベルギー選手団（1996ねんアトランタオリンピックのベルギーせんしゅだん）は、1996年7月19日から8月4日にかけてアメリカ合衆国のジョージア州アトランタで開催された1996年アトランタオリンピックのベルギー選手団、およびその競技結果。

## 概要
今大会は金メダル2個、銀メダル2個、銅メダル2個の合計6個のメダルを獲得した。

## メダル
| メダル | 選手名                         | 競技       | 種目           |
| ------ | ------------------------------ | ---------- | -------------- |
| 金     | フレデリック・デブルフグラエブ | 競泳       | 男子100m平泳ぎ |
| 金     | ウラ・ウェルブルック           | 柔道       | 女子72kg以下級 |
| 銀     | ジェラ・バンデカバイエ         | 柔道       | 女子61kg以下級 |
| 銀     | セバスチャン・ゴーデフロイド   | セーリング | フィン級       |
| 銅     | ハリー・ファンバルネベルト     | 柔道       | 男子95kg超級   |
| 銅     | マリー＝イザベル・ロンバ       | 柔道       | 女子56kg以下級 |